# 蒙奇克國家自然公園

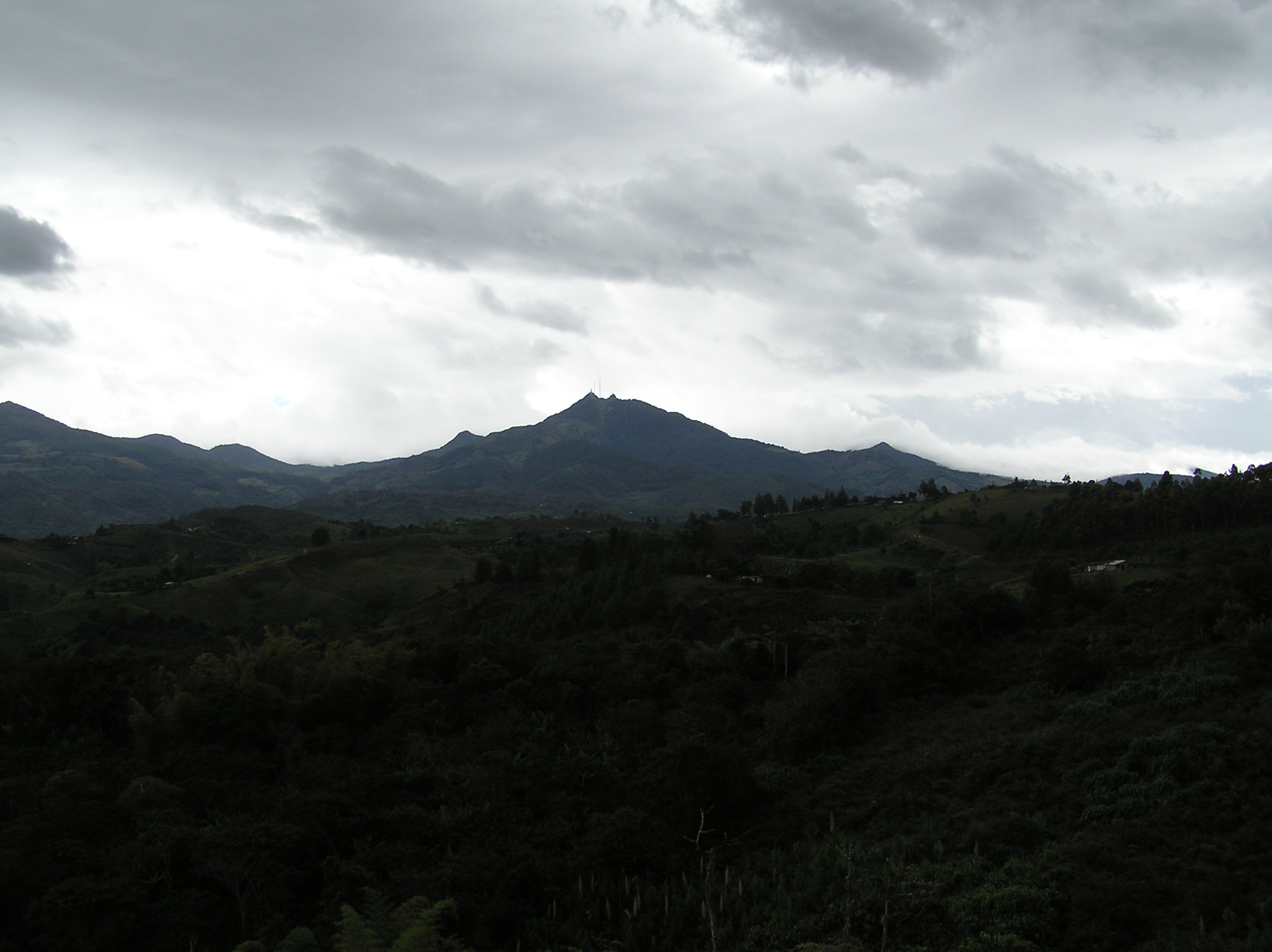

蒙奇克國家自然公園（西班牙語：Parque nacional natural Munchique）是哥倫比亞的國家公園，位於該國西南部考卡省，處於波帕揚以西的哥倫比亞西部山脈，成立於1977年，面積440平方公里。